# فولفغانغ باول (لاعب كرة قدم)
فولفغانغ باول (بالألمانية: Wolfgang Paul)‏ (مواليد 25 يناير 1940) هو لاعب كرة قدم. يلعب مع منتخب ألمانيا الغربية لكرة القدم. سبق له أن لعب في كأس العالم لكرة القدم مع منتخب بلاده.

## روابط خارجية
- فولفغانغ باول على موقع قاعدة بيانات كرة القدم.إي يو (الإنجليزية)
- فولفغانغ باول على موقع بيانات كرة القدم. دي إي (الألمانية)